# ريتشارد إتش. ستانتون
ريتشارد إتش. ستانتون هو محامي وقاضي وصحفي وسياسي أمريكي، ولد في 9 سبتمبر 1812 في الإسكندرية في الولايات المتحدة، وتوفي في 20 مارس 1891 في مايسفيل في الولايات المتحدة. نشط حزبياً في الحزب الديمقراطي. وقد انتخب عضو مجلس النواب الأمريكي ‏.